# 都市公園等コンクール
都市公園等コンクール（としこうえんとうコンクール）は、一般社団法人日本公園緑地協会が主催する、供用開始されている都市公園や公共施設緑地、さらに民間施設緑地等について、設計、造園施工、材料・工法・施設、管理運営、企画・独創の5部門について広く募集して、その中で特に優秀と認められた作品に賞与を贈呈して表彰する制度。
これによって、都市公園の設計、施工及び管理運営等の技術水準の向上と新たな時代の都市公園の創造に寄与することを目的とするもの。

## 受賞作品
|        | 公園                                                            | 作品の名称                                                                                      | 所在地                    | 受賞者 | 賞                                  | 部門                                                         |
| ------ | --------------------------------------------------------------- | ----------------------------------------------------------------------------------------------- | ------------------------- | --- | ----------------------------------- | ------------------------------------------------------------ |
| 第38回 | 安満遺跡公園                                                    | 安満遺跡公園                                                                                    | 大阪府高槻市              | 株式会社空間創研 高槻市 独立行政法人都市再生機構西日本支社 | 国土交通大臣賞                      | 設計部門                                                     |
| 第38回 | 金沢八景権現山公園                                              | 金沢八景権現山公園～歴史的景観の継承～                                                          | 横浜市                    | 横浜市環境創造局 堀江造園株式会社 井原造園株式会社 馬淵建設株式会社 株式会社建文 | 国土交通大臣賞                      | 施工部門                                                     |
| 第38回 | 阿波岐原森林公園（国際海浜エントラ ンスプラザ南エントランス）   | 市民のおもいを継ぐ英国式庭園                                                                    | 宮崎県宮崎市              | MParks + PHOENIX（構成団体：一般財団法人みやざき公園協会､ フェニックスリゾート株式会社） | 国土交通大臣賞                      | 管理運営部門                                                 |
| 第38回 | としまみどりの防災公園                                          | としまみどりの防災公園 官民連携の取組み                                                         | 東京都豊島区              | 豊島区 独立行政法人都市再生機構東日本都市再生本部 日比谷アメニス・都市計画研究所・株木建設・NTTアーバンバリューサポートコ ンソーシアム（構成団体:株式会社日比谷アメニス、株式会社都市計画研究所、株木建設株式会社、NTTアーバンバリューサポート株式会社） | 国土交通大臣賞                      | 特定テーマ部門（複）                                         |
| 第38回 | 柳川市民文化会館                                                | 水都やながわ「掘割広場」                                                                        | 福岡県柳川市              | 有限会社デザインネットワーク 株式会社日本設計 | 国土交通省都市局長賞                | 設計部門                                                     |
| 第38回 | 金沢城公園                                                      | 金沢城公園 第三期整備事業                                                                       | 石川県金沢市              | 石川県土木部公園緑地課 | 国土交通省都市局長賞                | 特定テーマ部門（複）                                         |
| 第38回 | 流山おおたかの森駅南口都市広場                                  | 流山市 森のまち広場 ＋ FLAPS                                                                    | 千葉県流山市              | 株式会社マウントフジアーキテクツスタジオ一級建築士事務所 流山市 東神開発株式会社 株式会社楠山設計 株式会社プランツスケープ | 一般社団法人 日本公園緑地協会会長賞 | 設計部門                                                     |
| 第38回 | キャスティ21公園 アクリエひめじ                                 | アクリエひめじ周辺公園等                                                                        | 兵庫県姫路市              | 株式会社日建設計 姫路市 | 一般社団法人 日本公園緑地協会会長賞 | 設計部門                                                     |
| 第38回 | 万葉公園                                                        | 万葉公園湯河原惣湯 玄関テラス                                                                   | 神奈川県湯河原町          | 株式会社アール・アイ・エー クジラ カナデ設計事務所 | 一般社団法人 日本公園緑地協会会長賞 | 設計部門                                                     |
| 第38回 | マッシュパーク女川                                              | マッシュパーク女川・プレイスカルプチャー                                                        | 宮城県牡鹿郡女川町        | 株式会社アンス 有限会社高田洋一彫刻研究所 | 一般社団法人 日本公園緑地協会会長賞 | 材料・工法・施設部門                                         |
| 第38回 | 円山公園                                                        | 環境対応型舗装材レオタンαエンボスＳＦ                                                           | 北海道札幌市              | 日本体育施設株式会社 | 一般社団法人 日本公園緑地協会会長賞 | 材料・工法・施設部門                                         |
| 第38回 | ①山下公園、②横浜公園、③港の見える丘公園、④横浜動物の森公園 他   | る丘公園、④横浜動物の森公園 他 人・時・まちを繋ぐガーデンネックレス横浜                         | 横浜市                    | 横浜市環境創造局 ガーデンネックレス横浜実行委員会 | 一般社団法人 日本公園緑地協会会長賞 | 特定テーマ部門（複）                                         |
| 第38回 | 愛知県営小幡緑地 本園                                           | オバッタベッタ                                                                                  | 名古屋市                  | 愛知県 中部土木株式会社 岩間造園株式会社 | 一般社団法人 日本公園緑地協会会長賞 | 特定テーマ部門（複）                                         |
| 第38回 | 山田緑地                                                        | 山田緑地×パルパーク・プロジェクト                                                               | 北九州市                  | 北九州市 株式会社小学館第二ブランドメディア局 BE-PAL編集室 九州造園・グリーンワーク共同事業体（構成団体：株式会社九州造園、ＮＰＯ法人グリーンワーク） | 一般社団法人 日本公園緑地協会会長賞 | 特定テーマ部門（複）                                         |
| 第38回 | 川口市立グリーンセンター                                        | 川口市立グリーンセンター 遊育の森づくり                                                         | 埼玉県川口市              | 株式会社グラック 株式会社テラヤマ 川口市 | 審査委員会特別賞                    | 設計部門                                                     |
| 第38回 | 国営沖縄記念公園 海洋博覧会地区                                 | 沖縄文化・センターゾーンリニューアル                                                            | 沖縄県国頭郡本部町        | 株式会社建設環境研究所 内閣府沖縄総合事務局 国営沖縄記念公園事務所 株式会社宮平設計 合同会社ars設景 | 審査委員会特別賞                    | 設計部門                                                     |
| 第37回 | 高田松原津波復興祈念公園                                        | 高田松原津波復興祈念公園                                                                        | 岩手県陸前高田市          | 株式会社プレック研究所 | 国土交通大臣賞                      | 設計部門                                                     |
| 第37回 | 石巻南浜津波復興祈念公園                                        | 石巻南浜津波復興祈念公園施設整備工事                                                            | 宮城県石巻市              | 株式会社富士グリーンテック | 国土交通大臣賞                      | 施工部門                                                     |
| 第37回 | 多摩部の公園グループ（陵南公園、 小宮公園、滝山公園、大戸緑地） | 石巻南浜津波復興祈念公園施設整備工事                                                            | 東京都八王子市、 町田市   | 西武・多摩部の公園パートナーズ（構成団体：西武造園（株）西武緑化管理（株）特定非営利活動法人 NPO birth、一般社団法人防災教育普及協会） | 国土交通大臣賞                      | 管理運営部門                                                 |
| 第37回 | 久屋大通公園                                                    | Hisaya-odori Park                                                                               | 愛知県名古屋市            | 株式会社日建設計 三井不動産株式会社 大成建設株式会社 岩間造園株式会社 | 国土交通大臣賞                      | 特定テーマ部門（民）                                         |
| 第37回 | 大島町メモリアル公園                                            | 大島町メモリアル公園                                                                            | 東京都大島町              | 株式会社東京ランドスケープ研究所 | 国土交通省都市局長賞                | 設計部門                                                     |
| 第37回 | 東山総合公園                                                    | 重要文化財東山植物園温室前館・洋風庭園                                                          | 名古屋市                  | 名古屋市緑政土木局東山総合公園 庭茂造園土木株式会社 大島造園土木株式会社 株式会社中嶋造園土木 株式会社魚津社寺工務店 岩間造園株式会社 | 国土交通省都市局長賞                | 施工部門                                                     |
| 第37回 | 安良波公園                                                      | 歴史を紡ぐ モニュメント型遊具                                                                   | 沖縄県北谷町              | 株式会社三英 | 国土交通省都市局長賞                | 材料・工法・施設部門                                         |
| 第37回 | 国営平城宮跡歴史公園                                            | 平城宮跡歴史公園 連携・共創の発展形                                                             | 奈良県奈良市              | 一般財団法人公園財団 | 国土交通省都市局長賞                | 管理運営部門                                                 |
| 第37回 | 花フェスタ記念公園ほか５公園                                    | コロナ社会における新たな公園運営                                                                | 岐阜県可児市              | 岐阜県 | 国土交通省都市局長賞                | 特定テーマ部門（こ）                                         |
| 第37回 | 東経の森                                                        | 東経の森 水環境再生の森づくり                                                                   | 東京都国分寺市            | 株式会社グラック 東光園緑化株式会社 | 一般社団法人 日本公園緑地協会会長賞 | 設計部門                                                     |
| 第37回 | 豊島区立池袋西口公園                                            | 池袋西口公園 GLOBAL RING                                                                        | 東京都豊島区              | 三菱地所設計+ランドスケープ・プラス共同企業体（構成団体：三菱地所設計株式会社 株式会社ランドスケープ・プラス） 豊島区 | 一般社団法人 日本公園緑地協会会長賞 | 設計部門                                                     |
| 第37回 | 都立砧公園                                                      | だれもが遊べる児童遊具広場                                                                      | 東京都世田谷区            | 株式会社エーシーイー 東京都建設局 | 一般社団法人 日本公園緑地協会会長賞 | 設計部門                                                     |
| 第37回 | 平和中央公園                                                    | 平和中央公園リニューアル整備事業                                                                | 神奈川県横須賀市          | 宇内建設株式会社 株式会社博展 横須賀市 | 一般社団法人 日本公園緑地協会会長賞 | 施工部門                                                     |
| 第37回 | 本牧市民公園                                                    | 上海横浜友好園の復元                                                                            | 横浜市                    | 横浜市環境創造局 株式会社山手総合計画研究所 | 一般社団法人 日本公園緑地協会会長賞 | 材料・工法・施設部門                                         |
| 第37回 | 小菅ケ谷北公園                                                  | 小菅ケ谷北公園における里山環境再生の取組                                                        | 横浜市                    | 横浜市環境創造局南部公園緑地事務所 奈良・生駒植木共同事業体（構成団体：奈良造園土木（株）、生駒植木（株）） | 一般社団法人 日本公園緑地協会会長賞 | 管理運営部門                                                 |
| 第37回 | 新沢千塚古墳群公園                                              | 医学と連携した都市公園の利活用事業の検討                                                        | 奈良県橿原市              | 橿原市 奈良県立医科大学 MBT研究所 株式会社日建設計総合研究所 | 一般社団法人 日本公園緑地協会会長賞 | 特定テーマ部門（こ）                                         |
| 第37回 | 横浜動物の森公園                                                | 横浜動物の森公園における公民連携事例                                                            | 横浜市                    | 横浜市環境創造局 株式会社フォレストアドベンチャー 有限会社パシフィックネットワーク | 一般社団法人 日本公園緑地協会会長賞 | 特定テーマ部門（民）                                         |
| 第37回 | むさしのエコreゾート広場空間                                    | むさしのエコreゾート広場空間                                                                    | 東京都武蔵野市            | 株式会社建設環境研究所 武蔵野市 水谷俊博建築設計事務所 | 審査委員会特別賞                    | 設計部門                                                     |
| 第36回 | 熊本城公園                                                      | 熊本城特別見学通路                                                                              | 熊本県熊本市              | 株式会社日本設計 | 国土交通大臣賞                      | 設計部門                                                     |
| 第36回 | 都立芝公園                                                      | 都立芝公園もみじ谷の「もみじの滝」                                                              | 東京都港区                | 株式会社緑景東京事務所 グリーン産業・岩田造園土木建設共同企業体 一般社団法人日本庭園協会 東京都東部公園緑地事務所 | 国土交通大臣賞                      | 施工部門                                                     |
| 第36回 | 馬場花木園                                                      | 馬場花木園古民家エリア～伝統技術の継承～                                                        | 神奈川県横浜市            | 藤造園建設株式会社 小島造園株式会社 株式会社田澤園 馬淵建設株式会社 横浜市環境創造局 | 国土交通大臣賞                      | 施工部門                                                     |
| 第36回 | 宮ノ丘幼稚園                                                    | 宮ノ丘幼稚園                                                                                    | 北海道札幌市              | 高野ランドスケーププランニング株式会社 景盛学園宮ノ丘幼稚園 | 国土交通大臣賞                      | 特定テーマ部門（子）                                         |
| 第36回 | 石巻市かわまち交流拠点 堤防一体空間                             | 旧北上川河口「震災復興のかわまちづくり」                                                        | 宮城県石巻市              | 株式会社建設環境研究所 石巻市 国土交通省北上川下流河川事務所 株式会社プランニングネットワーク | 国土交通省都市局長賞                | 設計部門                                                     |
| 第36回 | 都立水元公園                                                    | 都立水元公園噴水改修工事                                                                        | 東京都葛飾区              | 株式会社ウォーターデザイン | 国土交通省都市局長賞                | 材料・工法・施設部門                                         |
| 第36回 | 荏子田太陽公園                                                  | 花と緑の太陽ローズガーデン                                                                      | 横浜市                    | 荏子田太陽公園愛護会 | 国土交通省都市局長賞                | 特定テーマ部門（多）                                         |
| 第36回 | 長野駅東口公園                                                  | 新たなシンボル 長野駅東口公園                                                                   | 長野県長野市              | 株式会社KRC | 一般社団法人日本公園緑地協会会長賞  | 設計部門                                                     |
| 第36回 | 朝霞市シンボルロード                                            | 朝霞市シンボルロード・緑の都市軸創生                                                            | 埼玉県朝霞市              | 株式会社グラック 朝霞市 株式会社創建 株式会社戸田芳樹風景計画 | 一般社団法人日本公園緑地協会会長賞  | 設計部門                                                     |
| 第36回 | 防府市築地町防災公園                                            | 防府市新築地町防災公園 遊具×防災機能                                                            | 山口県防府市              | 大久保体器株式会社 | 一般社団法人日本公園緑地協会会長賞  | 材料・工法・施設部門                                         |
| 第36回 | 加賀市中央公園                                                  | かがにこにこパーク                                                                              | 石川県加賀市              | 株式会社岡部 | 一般社団法人日本公園緑地協会会長賞  | 材料・工法・施設部門                                         |
| 第36回 | つばめの杜中央公園                                              | つばめの杜中央公園を行政と協働で管理運営                                                        | 宮城県亘理郡山元町        | つばめの杜公園管理会 山元町 一般社団法人東北まちラボ | 審査委員会特別賞                    | 特定テーマ部門（多）                                         |
| 第35回 | 三鷹中央防災公園                                                | 三鷹中央防災公園・元気創造プラザ                                                                | 東京都三鷹市              | 都市再生機構 三鷹市 日本設計 | 国土交通大臣賞                      | 設計部門                                                     |
| 第35回 | 松阪市総合運動公園                                              | 松阪市総合運動公園スケートパーク                                                                | 三重県松阪市              | 長谷川体育施設 中部支店 三重営業所 | 国土交通大臣賞                      | 施工部門                                                     |
| 第35回 | 熊本市水前寺江津湖公園                                          | 指定管理８年目の水前寺江津湖公園                                                                | 熊本県熊本市              | 熊本市 一般社団法人熊本市造園建設業協会 | 国土交通大臣賞                      | 管理運営部門                                                 |
| 第35回 | 愛鷹運動公園                                                    | 泊まれる公園「INN THE PARK」                                                                    | 静岡県沼津市              | 沼津市 インザパーク | 国土交通大臣賞                      | 特定テーマ部門多様な主体の新たな参画・協働や公民連携の取組み |
| 第35回 | 国営飛鳥歴史公園キトラ古墳周辺地区                              | キトラ古墳周辺地区のランドスケープ設計                                                          | 奈良県高市郡明日香村      | プレック研究所／修成建設コンサルタント | 国土交通省都市局長賞                | 設計部門                                                     |
| 第35回 | 飯森山公園                                                      | 飯森山公園 冒険広場遊具再整備                                                                   | 山形県酒田市              | アンス | 国土交通省都市局長賞                | 材料・工法・施設部門                                         |
| 第35回 | ゆうばえのみち ほか                                             | 区内の緑道・公園 都筑区緑道再整備ガイドラインの策定                                             | 神奈川県横浜市            | 横浜市都筑区/景デザイン研究所 | 国土交通省都市局長賞                | 管理運営部門                                                 |
| 第35回 | 宮塚公園                                                        | 宮塚公園・都市戦略と公園リノベーション                                                          | 兵庫県芦屋市              | ヘッズ 大阪本社 芦屋市公園緑地課 兵庫県立大学 自然・環境科学研究所 赤澤宏樹 兵庫県立人と自然の博物館 福本優 | 国土交通省都市局長賞                | 特定テーマ部門多様な主体の新たな参画・協働や公民連携の取組み |
| 第35回 | 神奈川県立大磯城山公園 旧吉田茂邸地区                           | 神奈川県立大磯城山公園旧吉田茂邸地区設計                                                        | 神奈川県中郡大磯町        | ランズ計画研究所 神奈川県平塚土木事務所 | 一般社団法人 日本公園緑地協会会長賞 | 設計部門                                                     |
| 第35回 | 岐阜公園                                                        | 岐阜公園 御手洗池                                                                               | 岐阜県岐阜市              | オオバ 岐阜市 名城大学・丸山宏 | 一般社団法人 日本公園緑地協会会長賞 | 設計部門                                                     |
| 第35回 | 姫路公園競馬場                                                  | 姫路競馬場人工芝サッカー場冷却システム                                                          | 兵庫県姫路市              | 長谷川体育施設 | 一般社団法人 日本公園緑地協会会長賞 | 材料・工法・施設部門                                         |
| 第35回 | ぎふ清流里山公園※旧名称：平成記念公園                           | 大樹の遊具                                                                                      | 岐阜県美濃加茂市          | 内田工業 岐阜県 プレック研究所 北川工務店 | 一般社団法人 日本公園緑地協会会長賞 | 材料・工法・施設部門                                         |
| 第35回 | 谷汲緑地公園                                                    | 地域内経済循環×公園マネジメント                                                                 | 岐阜県揖斐郡揖斐川町      | 揖斐川町 | 一般社団法人 日本公園緑地協会会長賞 | 管理運営部門                                                 |
| 第35回 | 千里南公園                                                      | 千里南公園パークカフェ整備事業                                                                  | 大阪府吹田市              | 吹田市 オペレーションファクトリー | 一般社団法人 日本公園緑地協会会長賞 | 特定テーマ部門多様な主体の新たな参画・協働や公民連携の取組み |
| 第35回 | 西東京いこいの森公園及び周辺の市立公園(54箇所)                  | 官民連携で西東京の公園を一括管理                                                                | 東京都西東京市            | 西武造園 特定非営利活動法人 NPO birth 尾林造園 西東京市 | 審査委員会特別賞                    | 管理運営部門                                                 |
| 第34回 | グランモール公園                                                | グランモール公園再整備                                                                          | 神奈川県横浜市            | 横浜市環境創造局/三菱地所設計 | 国土交通大臣賞                      | 設計部門                                                     |
| 第34回 | 文京区立肥後細川庭園                                            | 肥後細川庭園改修工事                                                                            | 東京都文京区              | 日比谷アメニス | 国土交通大臣賞                      | 施工部門                                                     |
| 第34回 | 寺山公園                                                        | 寺山公園・子育て交流施設「い～てらす」                                                          | 新潟県新潟市              | 新潟市 | 国土交通大臣賞                      | 特定テーマ部門子育てに配慮した都市公園等                     |
| 第34回 | 京坪川河川公園                                                  | オレンジパーク／地方創生に資する造園業                                                          | 富山県中新川郡舟橋村      | 舟橋村 富山大学地域連携推進機構 一般社団法人富山県緑化造園土木協会 一般社団法人日本造園建設業協会富山県支部 一般社団法人日本造園組合連合会富山県支部 | 国土交通大臣賞                      | 特定テーマ部門多様な主体の新たな参画・協働による都市公園等   |
| 第34回 | 碧南レールパーク                                                | 碧南レールパーク                                                                                | 愛知県碧南市              | オオバ 碧南市 愛知県立芸術大学水津功研究室 名古屋工業大学コミュニティ創成教育研究センター | 国土交通省都市局長賞                | 設計部門                                                     |
| 第34回 | 横浜公園                                                        | 横浜公園日本庭園「彼我庭園」                                                                    | 神奈川県横浜市            | 横浜市環境創造局 一般社団法人横浜市造園協会 港南植木ガーデン | 国土交通省都市局長賞                | 材料・工法・施設部門                                         |
| 第34回 | 文京区立肥後細川庭園                                            | 真正性と公園マネジメント-肥後細川庭園-                                                          | 東京都文京区              | 一般財団法人公園財団 西武造園 | 国土交通省都市局長賞                | 管理運営部門                                                 |
| 第34回 | 金時公園                                                        | 金時公園（金太郎テラス+土俵上屋）計画・環境建築                                                 | 静岡県駿東郡小山町        | 小山町 東海大学工学部建築学科 フジヤマ 大幸建設 田代建設 | 国土交通省都市局長賞                | 特定テーマ部門子育てに配慮した都市公園等                     |
| 第34回 | 岐阜公園遊具広場                                                | ちびっこ天下広場                                                                                | 岐阜公園                  | オオバ | 設計部門                            | 岐阜県岐阜市                                                 |
| 第34回 | 神戸ハーバーランド                                              | umieモザイクせせらぎ通り                                                                        | 兵庫県神戸市              | 竹中工務店 三菱倉庫 | 一般社団法人日本公園緑地協会会長賞  | 設計部門                                                     |
| 第34回 | 大阪府営服部緑地                                                | 服部緑地 タコのすべり台他リニューアル                                                           | 大阪府豊中市              | アンス | 一般社団法人日本公園緑地協会会長賞  | 材料・工法・施設部門                                         |
| 第34回 | 荒井東1号公園                                                   | まちづくり団体と連携した新たな公園づくり                                                        | 宮城県仙台市              | 仙台市 一般社団法人荒井タウンマネジメント | 一般社団法人日本公園緑地協会会長賞  | 特定テーマ部門多様な主体の新たな参画・協働による都市公園等   |
| 第34回 | 数寄屋橋公園                                                    | 数寄屋橋公園のリノベーション                                                                    | 東京都中央区              | 石勝エクステリア 東急不動産 日建設計 清水建設 | 審査委員会特別賞                    | 設計部門                                                     |
| 第34回 | 神奈川県立おだわら諏訪の原公園                                  | 未病改善を目指すヘルスケアパーク                                                                | 神奈川県小田原市          | おだわら諏訪の原公園パートナーズ | 審査委員会特別賞                    | 管理運営部門                                                 |
| 第33回 | 水郷佐原あやめパーク                                            | 水郷佐原あやめパークのリノベーション                                                            | 千葉県香取市              | グラック／香取市 | 国土交通大臣賞                      | 設計部門                                                     |
| 第33回 | 俣野別邸庭園                                                    | 俣野別邸庭園（内苑）                                                                            | 横浜市                    | サカタのタネ・田口園芸建設共同企業体／小島造園／田澤園／井原造園／横浜市環境創造局 | 国土交通大臣賞                      | 施工部門                                                     |
| 第33回 | 南池袋公園                                                      | 南池袋公園 リボンスライダー                                                                     | 東京都豊島区              | アンス | 国土交通大臣賞                      | 材料・工法・施設部門                                         |
| 第33回 | 草津川跡地公園                                                  | 草津川跡地公園（区間５）                                                                        | 滋賀県草津市              | 草津市／草津まちづくり／E-DESIGN／studio-L | 国土交通大臣賞                      | 特定テーマ部門                                               |
| 第33回 | 横浜市庁舎緑地、くすのき広場                                    | 横浜市庁舎緑化再整備・街のリノベーション                                                        | 横浜市                    | グラック | 国土交通省都市局長賞                | 設計部門                                                     |
| 第33回 | 名城公園（北園）                                                | tonarino                                                                                        | 名古屋市                  | アイ・アンド・シー・コーポレーション／名古屋市／中部土木／岩間造園／マウントフジアーキテクツスタジオ一級建築士事務所 | 国土交通省都市局長賞                | 材料・工法・施設部門                                         |
| 第33回 | 吉見総合運動公園                                                | 河川公園の特性を“再デザイン”で最大化 ～吉見総合運動公園～                                       | 埼玉県比企郡吉見町        | （一財）公園財団 北荒川緑地 | 国土交通省都市局長賞                | 管理運営部門                                                 |
| 第33回 | 基地跡地暫定利用広場「朝霞の森」                                | 市民参画により自由な広場・遊び場が生み出された「朝霞の森」                                      | 埼玉県朝霞市              | 朝霞市 朝霞の森運営委員会 NPO法人あさかプレーパークの会 | 国土交通省都市局長賞                | 特定テーマ部門                                               |
| 第33回 | 横浜動物の森公園                                                | 横浜動物の森公園 植物公園予定地「里山ガーデン」                                                 | 横浜市                    | 横浜市環境創造局 横浜ランドスケープ事業協同組合 総合設計研究所 | 一般社団法人日本公園緑地協会会長賞  | 設計部門                                                     |
| 第33回 | 新治里山公園                                                    | 新治里山公園への多様な「想い」をつなぐ管理ガイドライン                                          | 横浜市                    | NPO法人新治里山「わ」を広げる会 | 一般社団法人日本公園緑地協会会長賞  | 管理運営部門                                                 |
| 第33回 | フローラルガーデンよさみ                                        | 関わりたくなる花の公園 ～フローラルガーデンよさみ～                                             | 愛知県刈谷市              | コニックス フィーカ | 一般社団法人日本公園緑地協会会長賞  | 管理運営部門                                                 |
| 第33回 | 皇居外苑                                                        | 官民連携の取組による皇居外苑濠の水質浄化                                                        | 東京都千代田区            | 三菱地所設計 環境省皇居外苑管理事務所 三菱地所 JXTGホールディングス 建設技術研究所 | 一般社団法人日本公園緑地協会会長賞  | 特定テーマ部門                                               |
| 第33回 | ふるさと公園あおき                                              | 人の流れの創出と交流拡大を目指す ふるさと公園あおき                                             | 長野県小県郡青木村        | KRC 青木村 | 一般社団法人日本公園緑地協会会長賞  | 特定テーマ部門                                               |
| 第33回 | 船橋市ふなばし三番瀬海浜公園                                    | 船橋市ふなばし三番瀬海浜公園（ふなばし三番瀬環境学習館他）                                      | 千葉県船橋市              | プレック研究所 | 審査委員会特別賞                    | 設計部門                                                     |
| 第33回 | レッズランド                                                    | レッズランドプロジェクト～ハイブリッド芝によるピッチの改修                                      | さいたま市                | 日本体育施設 | 審査委員会特別賞                    | 施工部門                                                     |
| 第33回 | 山下公園、港の見える丘公園                                      | 山下公園・港の見える丘公園のバラ園の育成管理                                                    | 横浜市                    | 横浜市環境創造局 サカタのタネ | 審査委員会特別賞                    | 管理運営部門                                                 |
| 第33回 | 千葉県立幕張海浜公園                                            | 県立幕張海浜公園における“利用者の声が育てる”公園での「子育て支援」                              | 千葉市                    | 千葉県立幕張海浜公園みどりと海パートナーズ | 審査委員会特別賞                    | 特定テーマ部門                                               |
| 第32回 | 城址公園                                                        | 富山城址公園 日本庭園・茶庭                                                                     | 富山県富山市              | 都市計画研究所 | 国土交通大臣賞                      | 設計部門                                                     |
| 第32回 | 森のガーデン大雪                                                | 森のガーデン大雪                                                                                | 北海道上川郡上川町        | 高野ランドスケーププランニング/上川町 | 国土交通大臣賞                      | 設計部門                                                     |
| 第32回 | 国営常陸海浜公園                                                | 長短二つのマネジメントプランで世界屈指の都市公園へ                                              | 茨城県ひたちなか市        | 一般財団法人公園財団/ジェイアール東日本コンサルタンツ | 国土交通大臣賞                      | 管理運営部門                                                 |
| 第32回 | 金沢城公園                                                      | 金沢城公園                                                                                      | 石川県金沢市              | 石川県土木部公園緑地課 | 国土交通大臣賞                      | 特定テーマ部門                                               |
| 第32回 | 富士川クラフトパーク                                            | 富士川クラフトパーク平常時の利用促進に配慮した防災公園整備                                      | 山梨県南巨摩郡身延町      | エイト日本技術開発/山梨県/合同会社富士川・切り絵の森/コマツガーデン 後藤みどり/文化環境設計研究所 | 国土交通省都市局長賞                | 設計部門                                                     |
| 第32回 | 常盤公園                                                        | ときわ動物園中南米の水辺ゾーンほか整備工事                                                      | 山口県宇部市              | 宇部市/大阪芸術大学 若生謙二/福島建設/有限会社宇部グリーン総業 | 国土交通省都市局長賞                | 施工部門                                                     |
| 第32回 | 都立大泉中央公園                                                | 大泉中央公園ちょうの里再生事業                                                                  | 東京都練馬区              | 公益財団法人東京都公園協会公園事業部北部ブロック | 国土交通省都市局長賞                | 管理運営部門                                                 |
| 第32回 | 二子玉川公園                                                    | 二子玉川公園 帰真園                                                                             | 東京都世田谷区            | 世田谷区みどりとみず政策担当部/東京農業大学名誉教授 進士五十八/高崎設計室有限会社/戸田芳樹風景計画/石勝・緑進特定建設工事共同企業体/自然教育研究センター                                                                                                 | 国土交通省都市局長賞                | 特定テーマ部門                                               |
| 第32回 | 金沢自然公園                                                    | 金沢動物園オセアニア区の再整備                                                                  | 神奈川県横浜市            | 横浜植木・佐藤造園建設共同企業体/横浜市環境創造局 | 一般社団法人日本公園緑地協会会長賞  | 施工部門                                                     |
| 第32回 | かなたけの里公園                                                | 里山の環境を活かした共働によるパークマネジメント                                                | 福岡県福岡市              | 共同企業体チーム里の環/金武校区自治協議会かなたけの里公園運営推進委員会/NPO法人環境文化プロジェクト機構/福岡市住宅都市局みどりのまち推進部みどり運営課                                                                                                   | 一般社団法人日本公園緑地協会会長賞  | 管理運営部門                                                 |
| 第32回 | 神奈川県立観音崎公園                                            | 歴史的建造物を活かしたパークセンターの整備                                                      | 神奈川県横須賀市          | 神奈川県横須賀土木事務所 | 一般社団法人日本公園緑地協会会長賞  | 特定テーマ部門                                               |
| 第32回 | 北本市内の都市公園                                              | エリアパークマネジメントによる北本市の街区公園や地域の活性化                                    | 埼玉県北本市              | 北本・西武パートナーズ | 審査委員会特別賞                    | 管理運営部門                                                 |
| 第32回 | 八王子市東部地区公園                                            | 10万人の“いいな”に寄り添う152の公園力                                                           | 東京都八王子市            | 一般社団法人スマート | 審査委員会特別賞                    | 管理運営部門                                                 |
| 第32回 | 県立青島亜熱帯植物園                                            | 青島亜熱帯植物園大温室リニューアル                                                              | 宮崎県宮崎市              | 一般財団法人みやざき公園協会 | 審査委員会特別賞                    | 特定テーマ部門                                               |
| 第31回 | おとめ山公園                                                    | おとめ山公園の拡張整備                                                                          | 東京都新宿区              | 新宿区/中央大学理工学部人間総合理工学科環境デザイン研究室/東京ランドスケープ研究所 | 国土交通大臣賞                      | 設計部門                                                     |
| 第31回 | 横浜動物の森公園                                                | 横浜動物の森公園アフリカのサバンナ草原エリア整備工事                                            | 神奈川県横浜市            | 濱田園・アライグリーン建設共同企業体/藤造園建設/小島造園/横浜市環境創造局公園緑地整備課 | 国土交通大臣賞                      | 施工部門                                                     |
| 第31回 | 国営明石海峡公園（淡路地区）                                    | 淡路花博2015花みどりフェア～花・ひょうごガーデンショー                                          | 兵庫県淡路市              | 公益財団法人兵庫県園芸・公園協会/一般社団法人兵庫県造園建設業協会/松井金網工業/ヘッズ | 国土交通大臣賞                      | 材料・工法・施設部門                                         |
| 第31回 | 新宿区立新宿中央公園                                            | パークマネジメントで公園は変わる～新宿中央公園～                                                | 東京都新宿区              | 一般財団法人公園財団/昭和造園 | 国土交通大臣賞                      | 管理運営部門                                                 |
| 第31回 | 南本宿第三公園                                                  | 自然の恵み、人の営み～農園付公園の誕生～                                                        | 神奈川県横浜市            | 横浜市環境創造局公園緑地整備課/戸田芳樹風景計画 | 国土交通省都市局長賞                | 設計部門                                                     |
| 第31回 | 常盤公園                                                        | ときわ動物園アジアの森林ゾーン整備工事                                                          | 山口県宇部市              | 宇部市/大阪芸術大学教授若生謙二/新光産業/セントラルサービス | 国土交通省都市局長賞                | 施工部門                                                     |
| 第31回 | 富士川クラフトパーク噴水池B                                     | 既設噴水池・設備を最大限に活かした噴水リニューアル                                              | 山梨県身延町              | ウォーターデザイン | 国土交通省都市局長賞                | 材料・工法・施設部門                                         |
| 第31回 | 大阪府営深北緑地                                                | 深北緑地における洪水から街を守る防災拠点としての公園管理                                        | 大阪府大東市              | 深北緑地パートナーズ | 国土交通省都市局長賞                | 管理運営部門                                                 |
| 第31回 | 山梨県曽根丘陵公園                                              | 五感で楽しむ古代の歴史と文化                                                                    | 山梨県甲府市              | 富士観光開発・富士グリーンテックグループ | 国土交通省都市局長賞                | 特定テーマ部門                                               |
| 第31回 | 湖山池公園                                                      | 湖山池ナチュラルガーデン "とっとり晴れやか庭園”                                                 | 鳥取県鳥取市              | 空間創研/有限会社ガーデンルームス | 一般社団法人日本公園緑地協会会長賞  | 設計部門                                                     |
| 第31回 | 品川シーズンテラス                                              | 品川シーズンテラス                                                                              | 東京都港区                | 大成建設一級建築士事務所/NTTファシリティーズ/NTT都市開発 | 一般社団法人日本公園緑地協会会長賞  | 設計部門                                                     |
| 第31回 | 白井総合公園                                                    | 白井総合公園広場エリア整備工事                                                                  | 千葉県白井市              | 西武造園/独立行政法人都市再生機構首都圏ニュータウン本部千葉業務部 | 一般社団法人日本公園緑地協会会長賞  | 施工部門                                                     |
| 第31回 | 中勢グリーンパーク                                              | すくすくランド                                                                                  | 三重県津市                | 内田工業 | 一般社団法人日本公園緑地協会会長賞  | 材料・工法・施設部門                                         |
| 第31回 | 兵庫県立赤穂海浜公園                                            | 大型遊具（難破船）                                                                              | 兵庫県赤穂市              | タカオ | 一般社団法人日本公園緑地協会会長賞  | 材料・工法・施設部門                                         |
| 第31回 | 市全域の緑地                                                    | 森づくりガイドラインを活用した生物多様性・安全性の森づくり                                      | 神奈川県横浜市            | 横浜市環境創造局 | 一般社団法人日本公園緑地協会会長賞  | 管理運営部門                                                 |
| 第31回 | 岐阜市畜産センター公園                                          | 岐阜市畜産センター公園                                                                          | 岐阜県岐阜市              | 指定管理者 昭和造園土木 | 一般社団法人日本公園緑地協会会長賞  | 管理運営部門                                                 |
| 第31回 | 国営吉野ケ里歴史公園                                            | 吉野ヶ里遺跡の邪馬台国時代における位置づけを探る企画展の開催                                    | 佐賀県吉野ヶ里町          | 一般財団法人公園財団 | 一般社団法人日本公園緑地協会会長賞  | 特定テーマ部門                                               |
| 第31回 | のと里山海道別所岳サービスエリア                                | のと里山海道 別所岳サービスエリア                                                               | 石川県七尾市              | 日本海コンサルタント/公立大学法人金沢美術工芸大学 | 審査委員会特別賞                    | 設計部門                                                     |
| 第31回 | 浜離宮恩賜公園                                                  | 都立浜離宮恩賜庭園「燕の御茶屋」の復元整備について                                              | 東京都中央区              | 東京都東部公園緑地事務所/水澤工務店 | 審査委員会特別賞                    | 特定テーマ部門                                               |
| 第30回 | 福岡市動植物園                                                  | 福岡市動植物園再生事業アジア熱帯の渓谷エリア設計                                                | 福岡市 南公園             | 株式会社都市計画研究所 福岡市動物園 | 国土交通大臣賞                      | 設計部門（小規模）                                           |
| 第30回 | 東山公園                                                        | 東山動植物園アジアゾウ舎運動場整備工事                                                          | 名古屋市                  | 株式会社本陣 名古屋市緑政土木局東山総合公園 | 国土交通大臣賞                      | 造園施工部門（大規模）                                       |
| 第30回 | 町田市立野津田公園                                              | 既存芝を活用したスポーツターフのリニューアル                                                    | 東京都町田市              | 日本体育施設株式会社 | 国土交通大臣賞                      | 材料・工法・施設部門（大規模施設）                           |
| 第30回 | 大手町タワー                                                    | 大手町の森                                                                                      | 東京都千代田区            | 東京建物株式会社 大成建設株式会社一級建築士事務所 | 国土交通大臣賞                      | 企画・独創部門                                               |
| 第30回 | 港の見える丘公園                                                | 港の見える丘公園「ブラフ99ガーデン」                                                            | 横浜市                    | 横浜市環境創造局 創和エクステリヤ株式会社 | 国土交通省都市局長賞                | 設計部門（小規模）                                           |
| 第30回 | 泉公園                                                          | 泉公園パークゴルフ場                                                                            | 千葉県印西市              | 西武造園株式会社 独立行政法人都市再生機構首都圏ニュータウン本部千葉業務部 | 国土交通省都市局長賞                | 造園施工部門（大規模）                                       |
| 第30回 | 都立武蔵野公園                                                  | 東京都立武蔵野の公園グループ                                                                    | 東京都                    | 西武・武蔵野パートナーズ | 国土交通省都市局長賞                | 管理運営部門                                                 |
| 第30回 | 国営木曽三川公園江南花卉園芸公園                                | 国営木曽三川公園フラワーパーク江南 (江南花卉園芸公園)                                           | 愛知県江南市              | 株式会社プレック研究所 | 一般社団法人日本公園緑地協会会長賞  | 設計部門（大規模）                                           |
| 第30回 | 練馬区立石神井松の風文化公園                                    | (仮称)練馬区立日本銀行石神井運動場跡地公園整備工事                                              | 東京都練馬区              | アゴラ・小関・勝楽建設共同企業体 | 一般社団法人日本公園緑地協会会長賞  | 造園施工部門（大規模）                                       |
| 第30回 | 国営飛鳥歴史公園                                                | 公園ボランティア「飛鳥里山クラブ」、20年の軌跡と成果                                            | 奈良県明日香村            | 一般財団法人公園財団 飛鳥里山クラブ | 一般社団法人日本公園緑地協会会長賞  | 管理運営部門                                                 |
| 第30回 | 鎌倉中央公園                                                    | 楽しいネーミングによる公園サポーターとの公園管理                                                | 神奈川県鎌倉市            | 公益財団法人鎌倉市公園協会 | 一般社団法人日本公園緑地協会会長賞  | 管理運営部門                                                 |
| 第30回 | 市内2638公園中2351公園 （愛護会数は2417団体）                   | 横浜市の公園愛護会制度                                                                          | 横浜市                    | 横浜市環境創造局 | 審査委員会特別賞                    | 管理運営部門                                                 |
| 第29回 | 太田川駅前イベント広場                                          | 太田川駅前イベント広場                                                                          | 愛知県東海市大田町        | 景観設計室タブラ・ラサ 東海市 玉野総合コンサルタント株式会社 | 国土交通大臣賞                      | ①設計部門（小規模）                                          |
| 第29回 | 富山県富岩運河環水公園                                          | 富山県富岩運河環水公園                                                                          | 富山県富山市              | 株式会社環境デザイン研究所 富山県 株式会社新日本コンサルタント | 国土交通大臣賞                      | ②設計部門（大規模）                                          |
| 第29回 | 市原市うるいど自然公園                                          | 市原市うるいど自然公園                                                                          | 千葉県市原市              | 株式会社日比谷アメニス 独立行政法人都市再生機構首都圏ニュータウン本部 | 国土交通大臣賞                      | ④造園施工部門（大規模）                                      |
| 第29回 | 目黒天空庭園・オーパス夢ひろば                                  | 目黒天空庭園・オーパス夢ひろ ば                                                                 | 東京都目黒区              | 目黒区 首都高速道路株式会社 | 国土交通大臣賞                      | ⑨企画・独創部門                                              |
| 第29回 | 葛飾にいじゅくみらい公園                                        | 葛飾にいじゅくみらい公園                                                                        | 東京都葛飾区              | 葛飾区 中央大学理工学部環境デザイン研究室 株式会社総合設計研究所 株式会社ヘッズ東京支店 株式会社伊東豊雄建築設計事務所 | 国土交通省都市局長賞                | ②設計部門（大規模）                                          |
| 第29回 | 農業ふれあい公園                                                | 農業ふれあい公園                                                                                | 東京都武蔵野市            | 株式会社中村製作所 武蔵野市 協働栽培支援研究会 NPO法人武蔵野農業ふれあい村 | 国土交通省都市局長賞                | ⑥材料・工法・施設部門 （小規模施設）                         |
| 第29回 | 小田原フラワーガーデン                                          | 小田原フラワーガーデン                                                                          | 神奈川県小田原市          | 西武造園株式会社 伊豆箱根鉄道株式会社 株式会社加藤造園 | 国土交通省都市局長賞                | ⑧管理運営部門                                                |
| 第29回 | 南希の森緑地                                                    | 南希の森緑地                                                                                    | 神奈川県横浜市            | 横浜市 南希の森緑地愛護会 小島造園株式会社 | 国土交通省都市局長賞                | ⑨企画・独創部門                                              |
| 第29回 | 憩いの森公園                                                    | 憩いの森公園                                                                                    | 熊本県菊池市              | 菊池市 | 一般社団法人 日本公園緑地協会会長賞 | ①設計部門（小規模）                                          |
| 第29回 | 向山古墳群公園                                                  | 向山古墳群公園                                                                                  | 静岡県三島市              | 株式会社オオバ 三島市教育委員会 | 一般社団法人 日本公園緑地協会会長賞 | ①設計部門（小規模）                                          |
| 第29回 | 殿町第2公園                                                     | 殿町第2公園                                                                                     | 神奈川県川崎市            | 西武造園株式会社 独立行政法人都市再生機構 | 一般社団法人 日本公園緑地協会会長賞 | ④造園施工部門（大規模）                                      |
| 第29回 | 千葉県立柏の葉公園                                              | 千葉県立柏の葉公園                                                                              | 千葉県柏市                | 株式会社新松戸造園 東京農業大学地域環境科学部造園科学科都市緑化技術研究室 一般社団法人千葉県造園緑化協会 | 一般社団法人 日本公園緑地協会会長賞 | ⑤材料・工法・施設部門 （材料・工法）                         |
| 第29回 | 仁王堂公園                                                      | 仁王堂公園                                                                                      | 鳥取県西伯郡大山町        | 大久保体器株式会社 | 一般社団法人 日本公園緑地協会会長賞 | ⑦材料・工法・施設部門 （大規模施設）                         |
| 第29回 | 吉野ヶ里歴史公園                                                | 吉野ヶ里歴史公園                                                                                | 佐賀県神埼郡吉野ヶ里町    | 一般財団法人公園財団 | 一般社団法人 日本公園緑地協会会長賞 | ⑧管理運営部門                                                |
| 第29回 | 愛・地球博記念公園                                              | 愛・地球博記念公園                                                                              | 愛知県長久手市            | 株式会社オオバ 愛知県 あいちサトラボ里山開拓団 愛知県立芸術大学美術学部デザイン・工芸科 デザイン専攻水津研究室 公益財団法人愛知県都市整備協会 | 一般社団法人 日本公園緑地協会会長賞 | ⑨企画・独創部門                                              |
| 第29回 | 御殿山庭園                                                      | 御殿山プロジェクト                                                                              | 東京都品川区              | 積水ハウス株式会社 株式会社日建設計 大成建設株式会社一級建築士事務所 | 審査委員会特別賞                    | ⑨企画・独創部門                                              |
| 第28回 | 赤羽スポーツの森公園                                            | 赤羽スポーツの森公園（自衛隊跡地）計画設計                                                      | 東京都 北区               | 都市計画研究所 | 国土交通大臣賞                      | 設計部門（小規模）                                           |
| 第28回 | 横浜公園                                                        | 横浜公園再整備工事                                                                              | 横浜市                    | 横浜市 横浜庭苑株式会社 藤・田澤JV 藤造園建設株式会社 堀江造園株式会社 | 国土交通大臣賞                      | 造園施工部門（大規模                                         |
| 第28回 | 白川左岸緑地公園                                                | 白川河川改修に導入の大クス立曳き工法                                                            | 熊本県 熊本市             | 伊勢造園建設株式会社 株式会社富士植木 | 国土交通大臣賞                      | 材料・工法・施設部門（材料･工法）                            |
| 第28回 | 東横フラワー緑道                                                | 東横フラワー緑道                                                                                | 神奈川県 横浜市           | 横浜市 | 国土交通省都市局長賞                | 設計部門（小規模）                                           |
| 第28回 | 練馬区立中村かしわ公園 （他２児童遊園）                         | 練馬区立中村かしわ公園他整備工事                                                                | 東京都 練馬区             | アゴラ･豊和建設共同企業体 | 国土交通省都市局長賞                | 造園施工部門（大規模）                                       |
| 第28回 | 厚別公園 サッポロガーデンパーク 円山公園（動物園）              | 雨水浸透緑化                                                                                    | 北海道 札幌市             | 札幌市 財団法人札幌市公園緑化協会 サッポロビール株式会社北海道本社 | 国土交通省都市局長賞                | 材料・工法・施設部門（小規模施設）                           |
| 第28回 | ヴェルニー公園 三笠公園 荒崎公園 くりはま花の国 ペリー公園      | 横須賀市 ヴェルニー公園・三笠公園・荒崎公園・くりはま花の 国・ペリー公園 ５公園                 | 神奈川県 横須賀市         | 西武造園株式会社 横浜緑地株式会社 | 国土交通省都市局長賞                | 管理運営部門                                                 |
| 第28回 | あいみ駅前公園                                                  | 相見駅前公園(仮称)ほか駅前空間のトータルランドスケープ設計                                      | 愛知県 幸田町             | 幸田町役場 幸田相見特定土地区画整理組合 株式会社オオバ | 一般社団法人 日本公園緑地協会会長賞 | 設計部門（小規模）                                           |
| 第28回 | 駅前公園                                                        | 柏崎市駅前公園整備工事                                                                          | 新潟県 柏崎市             | 独立行政法人都市再生機構 東日本都市再生本部 グリーン産業株式会社 | 一般社団法人 日本公園緑地協会会長賞 | 造園施工部門（大規模）                                       |
| 第28回 | 墨田区立おしなり公園                                            | 墨田区立おしなり公園水質浄化装置                                                                | 東京都 墨田区 墨          | 株式会社ウォーターデザイン | 一般社団法人 日本公園緑地協会会長賞 | 材料・工法・施設部門（材料･工法）                            |
| 第28回 | 円山総合運動場 陸上競技場                                       | 円山総合運動場陸上競技場 全天候舗装の改修工法                                                   | 北海道 札幌市             | 長谷川体育・日栄 特定共同企業体 | 一般社団法人 日本公園緑地協会会長賞 | 材料・工法・施設部門（材料･工法）                            |
| 第28回 | 四日市市霞ヶ浦緑地                                              | 霞★ゆめくじら                                                                                   | 三重県 四日市市           | 株式会社中村製作所 | 一般社団法人 日本公園緑地協会会長賞 | 材料・工法・施設部門（大規模施設）                           |
| 第28回 | 長野県烏川渓谷緑地                                              | 烏川渓谷緑地における市民会議の取組み                                                            | 長野県 安曇野市           | 烏川渓谷緑地市民会議 （市民会員、長野県安曇野建設事務所）、一般財団法人公園財団 | 一般社団法人 日本公園緑地協会会長賞 | 管理運営部門                                                 |
| 第28回 | 町田市立野津田公園                                              | 東京都町田市立野津田公園管理運営                                                                | 東京都 町田市             | 日本体育施設株式会社 | 一般社団法人 日本公園緑地協会会長賞 | 管理運営部門                                                 |
| 第28回 | 黒川谷ツ公園                                                    | 生物多様性保全型都市公園における管理計画立案と運営 -開放日を限定した公園マネジメントを目指して- | 神奈川県 川崎市           | 株式会社グラック | 一般社団法人 日本公園緑地協会会長賞 | 企画・独創部門                                               |
| 第27回 | 創成川公園                                                      | 創成川公園                                                                                      | 北海道札幌市              | 札幌市環境局みどりの推進部 ディー・エム | 国土交通大臣賞                      | 設計部門（小規模）                                           |
| 第27回 | 国営沖縄記念公園首里城地区                                      | 首里城書院・鎖之間庭園の復元                                                                    | 沖縄県那覇市              | 沖縄庭芸 | 国土交通大臣賞                      | 造園施工部門（小規模）                                       |
| 第27回 | 福井県児童科学館                                                | こどもの村                                                                                      | 福井県坂井市              | 上屋敷工業 | 国土交通大臣賞                      | 材料・工法・施設部門（大規模施設）                           |
| 第27回 | 国営昭和記念公園                                                | 市民参加による雑木林の管理                                                                      | 東京都立川市              | 財団法人公園緑地管理財団昭和管理センター 国営昭和記念公園こもれびの丘ボランティア | 国土交通大臣賞                      | 管理運営部門                                                 |
| 第27回 | 西大寺緑花公園                                                  | 西大寺緑花公園                                                                                  | 岡山県岡山市              | 岡山市都市整備局庭園都市推進課 エイト日本技術開発 宮﨑建築設計事務所 | 国土交通省都市局長賞                | 設計部門（小規模）                                           |
| 第27回 | 宮城野原公園総合運動場                                          | 仙台市陸上競技場全天候舗装等改修工事                                                            | 宮城県仙台市              | 日本体育施設・丸本組共同企業体 | 国土交通省都市局長賞                | 造園施工部門（大規模）                                       |
| 第27回 | 小山運動公園                                                    | ウレタン舗装リサイクルシステム                                                                  | 栃木県小山市              | 日本体育施設 | 国土交通省都市局長賞                | 材料・工法・施設部門（材料・工法）                           |
| 第27回 | 滋賀県営都市公園湖岸緑地                                        | 滋賀県営都市公園                                                                                | 滋賀県草津市他            | 近江鉄道ゆうグループ | 国土交通省都市局長賞                | 管理運営部門                                                 |
| 第27回 | 潮江緑遊公園（愛称：みどり公園）                                | あまがさき緑遊新都心「潮江緑遊公園」                                                            | 兵庫県尼崎市              | 都市環境ランドスケープ | 社団法人日本公園緑地協会会長賞      | 設計部門（小規模）                                           |
| 第27回 | 愛・地球博記念公園                                              | 愛・地球博記念公園地球市民交流センター                                                          | 愛知県長久手町            | 愛知県建設部公園緑地課 東京都市大学環境情報学部 戸田芳樹風景計画 山下設計 アトリエ・ワン クワハラオフィス ソラ・アソシエイツ | 社団法人日本公園緑地協会会長賞      | 設計部門（小規模）                                           |
| 第27回 | 正光寺山古墳公園                                                | 正光寺山古墳公園                                                                                | 愛媛県新居浜市            | 四国地盤 | 社団法人日本公園緑地協会会長賞      | 造園施工部門（小規模）                                       |
| 第27回 | Aさんの庭                                                       | （仮称）阿佐谷北公園（Aさんの庭）                                                               | 東京都杉並区              | 箱根植木 | 社団法人日本公園緑地協会会長賞      | 造園施工部門（小規模）                                       |
| 第27回 | 日立市かみね動物園                                              | 「サルの楽園」整備工事                                                                          | 茨城県日立市              | テック大洋工業 | 社団法人日本公園緑地協会会長賞      | 材料・工法・施設部門（大規模施設）                           |
| 第27回 | 八王子市長池公園                                                | 多様な自然と人の賑わいの共存をつむぎ出す、八王子市長池公園                                      | 東京都八王子市            | 指定管理者フュージョン長池公園 | 社団法人日本公園緑地協会会長賞      | 管理運営部門                                                 |
| 第27回 | 兵庫県立尼崎の森中央緑地                                        | 兵庫県立尼崎の森中央緑地における「尼崎スポーツの森」の管理運営                                  | 兵庫県尼崎市              | 兵庫県 あまがさき健康の森 | 社団法人日本公園緑地協会会長賞      | 管理運営部門                                                 |
| 第27回 | 千秋が原南公園                                                  | 長岡市子育ての駅千秋「てくてく」（千秋が原南公園）                                              | 新潟県長岡市              | 長岡市都市整備部公園緑地課 長岡造形大学建築・環境デザイン学科 グリーンシグマ 長建設計事務所 | 社団法人日本公園緑地協会会長賞      | 企画・独創部門                                               |
| 第27回 | ギャザリア ビオガーデン「フジクラ木場 千年の森」                | ギャザリア ビオガーデン「フジクラ木場 千年の森」                                                | 東京都江東区              | フジクラ開発 PPM グラック 富士植木 | 社団法人日本公園緑地協会会長賞      | 企画・独創部門                                               |
| 第27回 | 大田区立東糀谷防災公園                                          | 大田区立東糀谷防災公園                                                                          | 東京都大田区              | 大田区 | 審査委員会特別賞                    | 設計部門（小規模）                                           |
| 第27回 | 梶野公園                                                        | 梶野公園における協働型パークマネジメントの構築                                                  | 東京都小金井市            | 小金井市 梶野公園サポーター会議 都市計画研究所 | 審査委員会特別賞                    | 管理運営部門                                                 |
| 第27回 | 「大阪府道吹田箕面線緑道」を中心とした千里ニュータウン地域      | オープンエアミュージアム「千里みどりのさんぽみち」                                              | 大阪府吹田市・豊中市      | 大阪府 | 審査委員会特別賞                    | 企画・独創部門                                               |
| 第26回 | 野島公園                                                        | 野島公園旧伊藤博文金沢別邸周辺及び牡丹園実施設計                                                | 神奈川県横浜市            | 横浜市環境創造局施設整備部公園緑地整備課 戸田芳樹風景計画 建文 | 国土交通大臣賞株式会社              | 設計部門（小規模）                                           |
| 第26回 | 河跡湖公園                                                      | 河跡湖公園                                                                                      | 岐阜県各務原市            | 各務原市 東京大学大学院工学系研究科都市緑地研究室 | 国土交通大臣賞株式会社              | 設計部門                                                     |
| 第26回 | 浜離宮思賜庭園                                                  | 未来に繋ぐ江戸の石積～浜離宮庭園における伝統的石積の再生～                                      | 東京都中央区              | 富士植木 | 国土交通大臣賞株式会社              | 造園施工部門                                                 |
| 第26回 | 新宿御苑                                                        | 玉川上水・内藤新宿分水散歩道                                                                    | 東京都新宿区              | 新宿区 東京大学都市持続再生研究センター 建設技術研究所 | 国土交通大臣賞株式会社              | 材料・工法・施設部門（大規模施設)                            |
| 第26回 | うねうね公園                                                    | うねうね公園                                                                                    | 埼玉県さいたま市          | 大成建設一撤建築士事務所 タイセイ総合研究所 近藤卓デザイン事務所 ツナグラボ | 国土交通省都市，地域整備局長賞      | 設計部門（小規模）                                           |
| 第26回 | 広尾防災公園                                                    | 広尾防災公園整備工事                                                                            | 千葉県市川市              | 市川市 新松戸造園 | 国土交通省都市，地域整備局長賞      | 造園施工部門（大規模）                                       |
| 第26回 | つくばウエルネスバーク                                          | セキショウ．チャレンジスタジアム                                                                | 茨城県つくば市            | 長谷川体育施設 | 国土交通省都市，地域整備局長賞      | 材料・工法・施設部門（大規模施設）                           |
| 第26回 | とちぎわんぱく公園                                              | とちぎわんばく公園における子どもたちが自然を学ぶためのパークマネジメント                        | 栃木県壬生町              | 財団法人栃木県民公園福祉協会 | 国土交通省都市，地域整備局長賞      | 管理運営部門                                                 |
| 第26回 | 花畑公園                                                        | 足立区立花畑公園「パークで筋トレ」                                                              | 東京都足立区              | 足立区 シビックデザイン研究所 | 社団法人日本公園緑地協会会長賞      | 設計部門（小規模）                                           |
| 第26回 | 国営みちのく杜の湖畔公園                                        | 国営みちのく杜の湖畔公園「風の草原」計画・設計                                                  | 宮城県川崎町              | 環境・グリーンエンジニア | 社団法人日本公園緑地協会会長賞      | 設計部門（大規摸）                                           |
| 第26回 | 西ケ原みんなの公園                                              | 西ケ原みんなの公園                                                                              | 東京都北区                | 西武造園 | 社団法人日本公園緑地協会会長賞      | 造園施工部門（大規模）                                       |
| 第26回 | 峰山公園                                                        | はにわっこ広場                                                                                  | 香川県高松市              | 大久保体器 | 社団法人日本公園緑地協会会長賞      | 材料・工法・施設（大規模施設）                               |
| 第26回 | 山梨県御勅使南公園                                              | 御勅使南公園における新たな公園価値の確立                                                        | 山梨県南アルプス市        | 富士グリーンテック | 社団法人日本公園緑地協会会長賞      | 管理運営部門                                                 |
| 第26回 | 国営滝野すずらん丘陸公園                                        | 滝野の森（西工リア）自然博物園における展示解説システム                                          | 北海道札幌市              | 財団法人日本緑化センター | 社団法人日本公園緑地協会会長賞      | 企画・独創部門                                               |
| 第26回 | 国営海の中道毎浜公園                                            | 海の中道海浜公園環境共生の森                                                                    | 福岡市                    | 森緑地設計事務所 | 審査委員会特別賞                    | 設計部門（大規模）                                           |
| 第26回 | 日比谷公園                                                      | 平成21年度みどりのiプラザ企画展                                                                 | 東京都干代田区            | 公益財団法人東京都公園協会 都市計画研究所 ライフ計画事務所 | 審査委員会特別賞                    | 管理運営部門                                                 |
| 第25回 | 横浜動物の森公園                                                | 横浜動物の森公園 チンパンジー展示場エリア整備工事                                               | 神奈川県横浜市            | 濱田園・新正園建設共同企業体 | 国土交通大臣賞                      | 造園施工部門（大規模）                                       |
| 第25回 | 兵庫県立三木総合防災公園                                        | 兵庫県立三木総合防災公園屋内テニス場「ブルボンビーンズドーム」                                  | 兵庫県三木市              | 兵庫県 遠藤秀平建築研究所 鹿島・安藤・アイサワ・丸正・平尾特別ＪＶ | 国土交通大臣賞                      | 施設･材料・工法部門（大規模施設）                            |
| 第25回 | 東京都立野山北・六道山公園                                      | 東京都立野山北・六道山公園における新たな協働型パークマネジメント                                | 東京都武蔵村山市          | 西武・狭山丘陵パートナーズ | 国土交通大臣賞                      | 管理運営部門                                                 |
| 第25回 | 練馬区立石庭の森緑地                                            | 練馬区立石庭の森緑地                                                                            | 東京都練馬区              | グラック アゴラ造園 | 国土交通省都市・地域整備局長賞      | 設計部門（小規模）                                           |
| 第25回 | 東品川海上公園                                                  | 東品川海上公園                                                                                  | 東京都品川区              | 鈴中・日比谷建設共同企業体 | 国土交通省都市・地域整備局長賞      | 造園施工部門（大規模）                                       |
| 第25回 | 慶應義塾大学（日吉）陸上競技場                                  | 陸上競技場の投てき対応型人工                                                                    | 神奈川県横浜市            | 日本体育施設 | 国土交通省都市・地域整備局長賞      | 施設･材料・工法部門（小規模施設・材料・工法）                |
| 第25回 | 中野区立哲学堂公園                                              | 中野区 哲学堂公園 管理運営業務                                                                  | 東京都中野区              | 日本体育施設グループ | 社団法人日本公園緑地協会会長賞      | 管理運営部門                                                 |
| 第25回 | 横浜動物の森公園                                                | 横浜動物の森公園「チンパンジーの森」                                                            | 神奈川県横浜市            | 総合設計研究所 若生謙二 横浜市環境創造局 | 社団法人日本公園緑地協会会長賞      | 設計部門（小規模）                                           |
| 第25回 | 旭山記念公園                                                    | 旭山記念公園再整備プロジェクト                                                                  | 北海道札幌市              | 高野ランドスケーププランニング | 社団法人日本公園緑地協会会長賞      | 設計部門（大規模）                                           |
| 第25回 | 埼玉県こども動物自然公園                                        | 環境対応型鋼製ユニット式打ち込み基礎「リユースベース」                                          | 埼玉県東松山市            | テック大洋工業 | 社団法人日本公園緑地協会会長賞      | 施設･材料・工法部門（小規模施設・材料・工法）                |
| 第25回 | 城北公園                                                        | 循環型人工芝リサイクル・リユースシステム活用による環境配慮型人工芝改修工事                      | 東京都板橋区              | クリヤマ | 社団法人日本公園緑地協会会長賞      | 施設･材料・工法部門（小規模施設・材料・工法）                |
| 第25回 | 大森山公園（大森山動物園 ミルヴェ）                             | 秋田市大森山動物園宝くじ遊園 遊具設置工事「アソヴェの森」                                       | 秋田県秋田市              | コトブキ | 社団法人日本公園緑地協会会長賞      | 施設･材料・工法部門（大規模施設）                            |
| 第25回 | しながわ区民公園                                                | しながわ区民公園他管理業務委託における「ゼロエミッション化」                                    | 東京都品川区              | 奥アンツーカ | 社団法人日本公園緑地協会会長賞      | 管理運営部門                                                 |
| 第25回 | 兵庫県立丹波並木道中央公園                                      | 公園をつくり育てる                                                                              | 兵庫県篠山市              | パークマネジメント丹波 | 社団法人日本公園緑地協会会長賞      | 管理運営部門                                                 |
| 第25回 | 愛・地球博記念公園                                              | 愛・地球博記念公園 公園マネジメント会議                                                         | 愛知県長久手町            | 玉野総合コンサルタント | 社団法人日本公園緑地協会会長賞      | 企画・独創部門                                               |
| 第24回 | 茅ヶ崎城址公園                                                  | 茅ヶ崎城址公園整備実施設計                                                                      | 神奈川県茅ケ崎市          | 戸田芳樹風景計画／横浜市環境創造局 | 国土交通大臣賞                      | 設計（小規模）                                               |
| 第24回 | アイランドシティ中央公園                                        | アイランドシティ中央公園整備事業                                                                | 福岡市                    | 福岡市／総合設計研究所／伊東豊雄建築設計事務所 | 国土交通大臣賞                      | 設計（大規模）                                               |
| 第24回 | 前橋公園                                                        | 前橋公園 日本庭園                                                                               | 前橋市                    | 群馬清風園・前橋園芸・赤城グリーン共同企業体 | 国土交通大臣賞                      | 造園施工（大規模）                                           |
| 第24回 | 水俣広域公園                                                    | 水俣広域公園の管理運営                                                                          | 熊本県水俣市              | ハートリンク水俣 | 国土交通大臣賞                      | 管理運営                                                     |
| 第24回 | 柏崎・夢の森公園                                                | 柏崎・夢の森公園 基本・実施設計                                                                 | 新潟県柏崎市              | 柏崎市／三菱地所設計 | 国土交通省都市・地域整備局長賞      | 設計（大規模）                                               |
| 第24回 | 俣野公園                                                        | 俣野公園                                                                                        | 横浜市戸塚区              | 生駒造園土木／石勝エクステリヤ | 国土交通省都市・地域整備局長賞      | 造園施工（小規模）                                           |
| 第24回 | 国営沖縄記念公園 海洋博覧会地区                                 | ちびっことりで                                                                                  | 沖縄県本部市              | 内田工業 | 国土交通省都市・地域整備局長賞      | 施設・材料・工法（大規模施設）                               |
| 第24回 | ふなばしアンデルセン公園                                        | 第24回全国都市緑化ふなばしフェア                                                                | 千葉県船橋市              | 船橋市／船橋市公園協会／都市計画研究所 | 国土交通省都市・地域整備局長賞      | 管理運営                                                     |
| 第24回 | 元町公園                                                        | 函館市・元町公園拡張整備基本計画及び実施設計                                                    | 北海道函館市              | ドーコン | 日本公園緑地協会会長賞              | 設計（小規模）                                               |
| 第24回 | 西の久保公園                                                    | 天草市西の久保公園花菖蒲園・自然生態園                                                          | 熊本県天草市              | 大揮環境計画事務所 | 日本公園緑地協会会長賞              | 設計（小規模）                                               |
| 第24回 | 北汐見坂公園                                                    | （仮称）北汐見坂公園                                                                            | 愛知県常滑市              | 西武造園 | 日本公園緑地協会会長賞              | 造園施工（大規模）                                           |
| 第24回 | 浜離宮恩賜庭園                                                  | 旧浜離宮庭園中の橋改修工事                                                                      | 東京都港区                | テック太洋工業 | 日本公園緑地協会会長賞              | 施設・材料・工法 （小規模施設）                              |
| 第24回 | こども自然公園                                                  | こども自然公園とりでの森大型遊具                                                                | 横浜市                    | 中村製作所 | 日本公園緑地協会会長賞              | 施設・材料・工法 （大規模施設）                              |
| 第24回 | 養老公園                                                        | 養老公園まちづくりの視点による管理運営                                                          | 岐阜県養老郡養老町        | イビデングリーンテック | 日本公園緑地協会会長賞              | 管理運営                                                     |
| 第24回 | 馬場花木園                                                      | 馬場花木園の管理運営                                                                            | 横浜市                    | 横浜市緑の協会 | 日本公園緑地協会会長賞              | 管理運営                                                     |
| 第24回 | 漱石公園                                                        | 漱石公園のリニューアル                                                                          | 東京都新宿区              | 新宿区／東京ランドスケープ研究所 | 日本公園緑地協会会長賞              | 企画・独創                                                   |
| 第23回 | 天王寺公園                                                      | 天王寺動物園「アフリカ・サバンナ草食動物／肉食動物ゾーン」                                      | 大阪府大阪市              | 空間創研 | 国土交通大臣賞                      | 設計（小規模）                                               |
| 第23回 | 世田谷区立太子堂円泉ヶ丘公園                                    | 太子堂円泉ヶ丘公園                                                                              | 東京都世田谷区            | 西武造園 | 国土交通大臣賞                      | 造園施工（小規模）                                           |
| 第23回 | 小雀公園                                                        | 横浜市における里山の生態系に配慮した公園管理                                                    | 神奈川県横浜市            | 横浜市環境創造局環境活動推進部 南部公園緑地事務所 | 国土交通大臣賞                      | 管理運営                                                     |
| 第23回 | 大阪府営公園 浜寺公園 他11公園                                  | 遊具事故ゼロを目的としたマネジメントの実践                                                      | 大阪府堺市他              | （財）大阪府公園協会／環境設計 | 国土交通大臣賞                      | 管理運営                                                     |
| 第23回 | 芝公園                                                          | 港区立芝公園                                                                                    | 東京都港区                | 港区／トデック／なりわい文化都市研究室／シビックデザイン研究所／アトリエ・キュウ／アルプ設計室 | 国土交通省都市・地域整備局長賞      | 設計（小規模）                                               |
| 第23回 | 芝公園                                                          | 港区立芝公園                                                                                    | 東京都港区                | 日比谷アメニス | 国土交通省都市・地域整備局長賞      | 造園施工（大規模）                                           |
| 第23回 | びわこ地球市民の森                                              | 木質加熱アスファルト舗装                                                                        | 滋賀県守山市              | 田中建材 | 国土交通省都市・地域整備局長賞      | 施設･材料・工法（小規模施設・材料・工法）                    |
| 第23回 | 兵庫県立明石西公園                                              | 兵庫県立明石西公園指定管理者による管理運営                                                      | 兵庫県明石市、神戸市      | アメニス・津田・小西・日本管財グループ | 国土交通省都市・地域整備局長賞      | 管理運営                                                     |
| 第23回 | 富士西公園                                                      | 富士西公園                                                                                      | 静岡県富士市              | プレック研究所 | 日本公園緑地協会会長賞              | 設計（小規模）                                               |
| 第23回 | 甲斐市玉幡公園                                                  | 甲斐市玉幡公園「kai・遊・パーク」                                                               | 山梨県甲斐市              | 甲斐市 ／ 松田平田設計、ハヤテ・コンサルタント玉幡地区拠点公園整備事業設計共同企業体 | 日本公園緑地協会会長賞              | 設計（小規模）                                               |
| 第23回 | 白鳥公園                                                        | 白鳥庭園 木橋の架け替え工事）                                                                   | 愛知県名古屋市            | ミロモックル産業 | 日本公園緑地協会会長賞              | 施設･材料・工法（小規模施設・材料・工法）                    |
| 第23回 | 浮島ヶ原自然公園                                                | 浮島ヶ原自然公園（デッキの施工）                                                                | 静岡県富士市              | テック大洋工業 | 日本公園緑地協会会長賞              | 施設･材料・工法（大規模施設）                                |
| 第23回 | 新湊川ふれあい広場                                              | 新湊川ふれあい広場～災害に強いまちづくりをテーマとして                                          | 兵庫県神戸市              | ニュージェック | 日本公園緑地協会会長賞              | 企画・独創                                                   |
| 第23回 | 青島亜熱帯植物園                                                | 草花植栽に関する総合技術を駆使して人を呼ぶ－青島亜熱帯植物園「真冬のフラワーショー」－          | 宮崎県宮崎市              | （財）宮崎県公園協会 | 日本公園緑地協会会長賞              | 企画・独創                                                   |
| 第23回 | 津久井湖城山公園                                                | 横断橋の設置                                                                                    | 神奈川県相模原市          | （有）小島建設 | 審査委員会特別賞                    | 施設･材料・工法（小規模施設・材料・工法）                    |
| 第23回 | 早稲田大学東伏見グラウンド                                      | フィールド冷却細霧システム                                                                      | 東京都西東京市            | 日本体育施設 | 審査委員会特別賞                    | 施設･材料・工法（大規模施設）                                |
| 第22回 | 藻南公園                                                        | 札幌軟石ひろば                                                                                  | 北海道札幌市              | 北海道造園 | 国土交通大臣賞                      | 設計（小規模）                                               |
| 第22回 | 国営昭和記念公園                                                | みどりの文化ゾーン                                                                              | 東京都立川市              | （財）公園緑地管理財団／（財）都市緑化技術開発機構／都市計画研究所／緑の文化施設ゾーンセンター施設設計伊東・クワハラ・金箱・環境エンジニアリング設計共同体                                                                                               | 国土交通大臣賞                      | 設計設計（大規模）                                           |
| 第22回 | 国営常陸海浜公園                                                | ひなの林                                                                                        | 茨城県ひたちなか市        | 西武造園 | 国土交通大臣賞                      | 造園施工 (大規模）                                           |
| 第22回 | 東京都立小山内裏公園                                            | 指定管理者による運営                                                                            | 東京都八王子市            | 日比谷アメニスグループ | 国土交通大臣賞                      | 管理運営部門                                                 |
| 第22回 | 六甲道南公園                                                    | 六甲道南公園                                                                                    | 兵庫県神戸市              | 神戸市／ヘッズ | 国土交通省都市・地域整備局長賞      | 設計（小規模）                                               |
| 第22回 | 上野恩賜公園                                                    | 上野恩賜公園野球場                                                                              | 東京都台東区              | 日本体育施設・多摩スポーツ施設建設共同企業体 | 国土交通省都市・地域整備局長賞      | 造園施工（大規模）                                           |
| 第22回 | 富岡町総合スポーツセンター                                      | 多目的広場（エコグラウンド工法）                                                                | 福島県富岡町              | 長谷川体育施設 | 国土交通省都市・地域整備局長賞      | 施設･材料・工法（大規模施設）                                |
| 第22回 | ひまわりの丘公園                                                | 公園内および公園周辺の花壇修景                                                                  | 兵庫県小野市              | おのガーデニングボランティア | 国土交通省都市・地域整備局長賞      | 管理運営                                                     |
| 第22回 | 徳川園                                                          | 徳川園                                                                                          | 愛知県名古屋市            | 名古屋市／伊藤造園設計事務所／日建設計 | 日本公園緑地協会会長賞              | 設計（小規模）                                               |
| 第22回 | 水元公園                                                        | 水産試験場跡地                                                                                  | 東京都葛飾区              | 愛植物設計事務所 | 日本公園緑地協会会長賞              | 設計（大規模）                                               |
| 第22回 | 国営アルプスあづみの公園                                        | 堀金・穂高地区エントランスエリア                                                                | 長野県安曇野市            | 箱根植木 | 日本公園緑地協会会長賞              | 造園施工(大規模）                                            |
| 第22回 | 東京都立汐入公園                                                | サン・スカルプチュアの設計・施工                                                                | 東京都荒川区              | ウォーターデザイン | 日本公園緑地協会会長賞              | 施設・材料・工法（小規模施設・材料・工法）                   |
| 第22回 | 笹原公園                                                        | 大型コンビネーション遊具の設計・施工                                                            | 兵庫県伊丹市              | 大久保体器 | 日本公園緑地協会会長賞              | 施設・材料・工法（大規模施設）                               |
| 第22回 | 御倉町地区公園                                                  | 地域住民との連携による「市民の憩いの場」づくり                                                  | 福島県福島市              | 福島市 | 日本公園緑地協会会長賞              | 管理運営                                                     |
| 第22回 | 国営木曽三川公園                                                | エコパラクラブの運営を通じた管理技術開発                                                        | 岐阜県各務原市            | （財）公園緑地管理財団木曽三川公園管理センター／ネイチャークラブ東海／飯沼コンサルタント | 日本公園緑地協会会長賞              | 企画・独創                                                   |
| 第22回 | 勝山公園                                                        | 勝山公園を中心とした官民連携によるまちの賑わいづくり                                            | 福岡県北九州市            | 北九州市 | 日本公園緑地協会会長賞              | 企画・独創                                                   |
| 第22回 | 横浜動物の森公園                                                | 公設民営方式による緑のリサイクル                                                                | 神奈川県横浜市            | 横浜市 | 日本公園緑地協会会長賞              | 企画・独創                                                   |
| 第22回 | 俣野公園                                                        | 俣野公園                                                                                        | 神奈川県横浜市            | 横浜市／パーク計画設計事務所／アルファ計画研究所 | 審査委員会特別賞                    | 設計（大規模）                                               |
| 第21回 | 港の見える丘公園                                                | 港の見える丘公園フランス山地区                                                                  | 横浜市                    | アルファ計画研究所 | 国土交通大臣賞                      | 設計（小規模）                                               |
| 第21回 | 愛知青少年公園                                                  | 愛知青少年公園日本庭園                                                                          | 愛知県長久手町            | 都市計画研究所 | 国土交通大臣賞                      | 設計（大規模）                                               |
| 第21回 | ふじみ野市西中央公園                                            | 西中央公園                                                                                      | 埼玉県ふじみ野市          | 独立行政法人 都市再生機構 埼玉地域支社／西武造園 | 国土交通大臣賞                      | 造園施工(大規模）                                            |
| 第21回 | 東雲緑地                                                        | 東雲緑地東雲公園ゾーン                                                                          | 栃木県壬生町              | シビックデザイン研究所 | 国土交通省都市・地域整備局長賞      | 設計（大規模）                                               |
| 第21回 | 柏の宮公園                                                      | 柏の宮公園日本庭園他                                                                            | 東京都杉並区              | 箱根植木 | 国土交通省都市・地域整備局長賞      | 造園施工(大規模）                                            |
| 第21回 | ぐんまフラワーパーク                                            | ぐんまフラワーパークイングリッシュガーデンの整備                                                | 群馬県前橋市              | サンエス | 国土交通省都市・地域整備局長賞      | 施設・材料・工法（大規模施設）                               |
| 第21回 | しながわ中央公園                                                | しながわ中央公園運動施設を主体とした公園の運営管理                                              | 東京都品川区              | 日本体育施設 | 国土交通省都市・地域整備局長賞      | 管理運営                                                     |
| 第21回 | 清水緑地                                                        | 清水緑地 全域                                                                                   | 岐阜県岐阜市              | 東京ランドスケープ研究所 | 日本公園緑地協会会長賞              | 設計（小規模）                                               |
| 第21回 | 山形市西公園                                                    | 山形市西公園                                                                                    | 山形県山形市              | プレック研究所 | 日本公園緑地協会会長賞              | 設計（大規模）                                               |
| 第21回 | 国営常陸海浜公園                                                | 国営常陸海浜公園中央口広場・水遊び広場                                                          | 茨城県ひたちなか市        | 日比谷アメニス | 日本公園緑地協会会長賞              | 造園施工(大規模）                                            |
| 第21回 | 草薙総合運動場                                                  | 草薙総合運動場陸上競技場の全天候トラック舗装の改修                                              | 静岡県静岡市              | 長谷川体育施設 | 日本公園緑地協会会長賞              | 施設・材料・工法（大規模施設）                               |
| 第21回 | 久宝寺緑地                                                      | 久宝寺緑地遊具の設計・施工                                                                      | 大阪府東大阪市            | 上屋敷工業 | 日本公園緑地協会会長賞              | 施設・材料・工法（大規模施設）                               |
| 第21回 | 操山公園                                                        | ボランティアとの協働による操山公園の管理運営                                                    | 岡山県岡山市              | （財）岡山市公園協会（操山公園里山センター） | 日本公園緑地協会会長賞              | 管理運営                                                     |
| 第21回 | まえのうち児童公園                                              | イベント対応型公園再整備による中心市街地の活性化                                                | 茨城県日立市              | 日立市 | 日本公園緑地協会会長賞              | 企画・独創                                                   |
| 第21回 | 十九首水源地公園                                                | 十九首水源地公園                                                                                | 静岡県掛川市              | 掛川市 | 審査委員会特別賞                    | 造園施工（小規模）                                           |
| 第20回 | 毛馬桜之宮公園藤田邸跡公園                                      | 大阪市指定史跡(名勝)「旧藤田邸」(2003) ～明治時代の名園がよみがえる～                           | 大阪市都島区              | 大阪市、ランテック計画事務所 | 国土交通大臣賞                      | 設計部門                                                     |
| 第20回 | 日本大学工学部キャンパス                                        | 心静緑感広場、親水施設を有する雨水ろ過長期保水施設設計施工                                      | 福島県郡山市              | 雨水利用研究会・日本大学工学部 有限会社藤島建設 | 国土交通大臣賞                      | 施設・材料・工法部門                                         |
| 第20回 | 到津の森公園                                                    | 到津の森公園                                                                                    | 北九州市小倉北区          | 北九州市どうぶつ公園協会 | 国土交通大臣賞                      | 管理運営部門                                                 |
| 第20回 | 大洲防災公園                                                    | 大洲防災公園                                                                                    | 千葉県市川市              | 都市再生機構 | 国土交通大臣賞                      | 設計（小規模）                                               |
| 第20回 | 上野動物園                                                      | 上野動物園アジアゾウ展示施設                                                                    | 東京都台東区              | 都市計画研究所 | 国土交通省都市・地域整備局長賞      | 施設・材料部門                                               |
| 第20回 | 練馬区立大泉橋戸公園                                            | 練馬区立大泉橋戸公園                                                                            | 東京都練馬区              | アゴラ造園・植文・勝楽建設共同企業体 | 国土交通省都市・地域整備局長賞      | 造園施工部門                                                 |
| 第20回 | 神奈川県立津久井湖城山公園                                      | 県立津久井湖城山公園歩廊デッキの設計・施工                                                      | 神奈川県相模原市          | テック太洋工業 | (社)日本公園緑地協会会長賞          | 材料・工法部門                                               |
| 第20回 | みなと坂船の公園他４公園                                        | みなと坂船の公園他４公園                                                                        | 長崎市                    | 西武造園 | (社)日本公園緑地協会会長賞          | 造園施工部門                                                 |
| 第20回 |                                                                 | コンビネーション遊具の設計・施工                                                                |                           | 丸山製作所 | (社)日本公園緑地協会会長賞          | 施設・材料・工法部門)                                        |
| 第20回 | 吹上浜海浜公園 北薩広域公園                                     | 吹上浜海浜公園 北薩広域公園                                                                     | 鹿児島県加世田市 宮之城町 | 鹿児島県振興公社 | (社)日本公園緑地協会会長賞          | 管理運営部門                                                 |
| 第20回 | 山口市中央公園                                                  | 中央公園「ジャングルキューブ」                                                                  | 山口市                    | 施主：山口市 設計：玉野総合コンサルタント, 内田工業 | 審査委員会特別賞                    | 施設部門：公園施設                                           |
| 第19回 | 十勝エコロジーパーク                                            | 北海道立十勝エコロジーパーク                                                                    | 北海道運河東郡音更町      | 高野ランドスケーププランニング / パシフィックコンサルタンツ | 国土交通大臣賞                      | 設計部門                                                     |
| 第19回 | 埼玉県道126号所沢堀兼狭山線                                     | 県道所沢堀兼狭山線（緑化シェルターの設置）                                                      | 埼玉県所沢市              | テック太洋工業 | (社)日本公園緑地協会会長賞          | 施設・材料・工法部門                                         |
| 第19回 | 熱海梅園                                                        | （仮称）コリア庭園造園工事                                                                      | 静岡県熱海市              | 大島造園土木 / 都市再生機構 | 国土交通大臣賞                      | 造園施工部門                                                 |
| 第19回 | 国営海の中道海浜公園                                            | 国営海の中道海浜公園（遊具施設の整備）                                                          | 福岡市                    | タカオ |                                     | 施設・材料・工法                                             |
| 第19回 | 国営明石海峡公園                                                | 国営明石海峡公園（淡路地区花の丘道外修景工事）                                                  | 兵庫県淡路町              | 西武造園 |                                     | 造園施工部門                                                 |
| 第19回 | 小野市立ひまわりの丘公園                                        | ひまわりの丘公園                                                                                | 兵庫県小野市              | 昭和設計 | 日本公園緑地協会会長賞              | 設計部門                                                     |
| 第19回 | 七塚中央公園                                                    | 七塚中央公園「ポセイドンガーデン遊具」                                                          | 石川県河北郡七塚町        | 内田工業 | 日本公園緑地協会会長賞              | 施設部門：公園施設                                           |
| 第18回 | ノリタケの森                                                    | 「ノリタケの森」                                                                                | 名古屋市                  | (株)ノリタケカンパニーリミテド | 日本公園緑地協会 会長賞             |                                                              |
| 第18回 | 道後公園                                                        | 道後公園（湯築城跡復元再整備）                                                                  | 愛媛県松山市              | 都市計画研究所 | 審査委員会特別賞                    | 設計部門                                                     |
| 第18回 | 笠間芸術の森公園                                                | 笠間芸術の森公園（陶の杜）                                                                      | 茨城県笠間市              | 東京ランドスケープ研究所 | 国土交通大臣賞                      | 設計部門                                                     |
| 第18回 | 到津の森公園                                                    | 到津の森公園の設計・設計監理                                                                    | 北九州市小倉北区          | プレック研究所 | 国土交通省都市局長賞                | 設計部門                                                     |
| 第18回 | 平成記念かざこし子どもの森公園                                  | 平成記念かざこし子どもの森公園「かざこしなかまの館」                                            | 長野県飯田市              | 緑の風景計画 | 日本公園緑地協会会長賞              | 設計部門                                                     |
| 第18回 | 京都市西京極総合運動公園                                        | 京都市西京極総合運動公園の「プール棟他植栽整備工事」                                            | 京都市                    | 株式会社植芳造園 | 日本公園緑地協会会長賞              | 施工（造園施工）部門                                         |
| 第17回 | 国営木曽三川公園                                                | 河川環境楽園木曽川水園                                                                          | 岐阜県羽島郡              | 空間総研 ウッズプランニング スペースプランニング | 国土交通大臣賞                      | 設計部門                                                     |
| 第17回 | 下第二大場川水辺のプロムナード                                  | 下第二大場川水辺のプロムナード                                                                  | 埼玉県三郷市              | テック太洋工業 | 審査委員会特別賞受賞                | 施設・材料・工法部門                                         |
| 第17回 | 姫路緑地                                                        | 姫路緑地「難破船遊具」                                                                          | 兵庫県姫路市              | 施主：環境事業団 設計：（株）ヘッズ, 内田工業、 | 日本公園緑地協会会長賞              | 施設部門：公園施設                                           |
| 第16回 | 石川島公園                                                      | 石川島公園                                                                                      | 東京都中央区              | 株式会社泰正 | 建設大臣賞受賞                      | 施工部門（造園修景）                                         |
| 第16回 | フローランテ宮崎                                                | フローランテ宮崎                                                                                | 宮崎県宮崎市              | 森緑地設計事務所 | 建設事務次官賞                      | 設計部門                                                     |
| 第16回 | 岐阜県百年公園                                                  | 岐阜百年公園「ありさんの大冒険遊具」                                                            | 岐阜県関市                | 内田工業 | 建設事務次官賞                      | 施設部門：公園施設                                           |
| 第16回 | 田原橋公園                                                      | 田原橋公園                                                                                      | 横浜市                    | 景デザイン研究所 | 建設事務次官賞                      | 設計部門                                                     |
| 第16回 | 前橋公園                                                        | 前橋公園（親水・水上ステージゾーン）                                                            | 群馬県前橋市              | 都市計画研究所 | 建設省都市局長賞                    | 設計部門                                                     |
| 第16回 | 新潟県立島見緑地                                                | 市民参加による芝生広場づくり                                                                    | 新潟市北区                | 新潟県 | 建設省都市局長賞                    | 管理運営部門                                                 |
| 第15回 | 国営越後丘陵公園                                                | 越後丘陵公園「水遊具」                                                                          | 新潟県長岡市              | 施主：建設省 設計：（株）プレック研究所, 内田工業 | 建設大臣賞                          | 施設部門：公園施設                                           |
| 第15回 | 東平尾公園                                                      | 東平尾公園博多の森陸上競技場                                                                    | 福岡市博多区              | 福岡市緑のまちづくり協会 | 建設事務次官賞                      | 管理運営部門                                                 |
| 第15回 | 尼崎市中央公園                                                  | 中央公園の設計                                                                                  | 尼崎市                    | 環境設計 | 建設省都市局長賞                    | 設計部門                                                     |
| 第15回 | 大津湖岸なぎさ公園                                              | 大津湖岸なぎさ公園地区                                                                          | 滋賀県大津市              | ヘッズ / 都市再生機構 | 建設事務次官賞                      | 設計部門                                                     |
| 第15回 | 花博記念公園鶴見緑地                                            | 自然体験観察園                                                                                  | 大阪市鶴見区              | 株式会社ランテック計画事務所 | 建設省都市局長賞                    | 設計部門                                                     |
| 第15回 | 横浜動物の森公園                                                | 横浜動物の森公園                                                                                | 横浜市                    | テック太洋工業 | 建設省都市局長賞                    | 施工（公園施設）部門                                         |
| 第14回 | 西梅田公園                                                      | 西梅田公園 西梅田ガーデンシティ                                                                 | 大阪市北区                | 株式会社ランテック計画事務所 | 建設事務次官賞                      | 設計部門                                                     |
| 第14回 | 馬見丘陵公園                                                    | 馬見丘陵公園「モニュメントゲート」                                                              | 奈良県河合町              | 設計：（株）東京ランドスケープ研究所, 内田工業 | 建設省都市局長賞                    | 施設部門：公園施設                                           |
| 第13回 | 新潟県立植物園                                                  | 新潟県立植物園                                                                                  | 新潟市秋葉区              | エル・エー・ユー公共施設研究所 | 建設大臣賞                          | 設計部門                                                     |
| 第13回 | モエレ沼公園                                                    | モエレ沼公園                                                                                    | 札幌市東区                | イサム・ノグチの基本設計 施工は有末造園ほかJV | 建設大臣賞                          | 施工 <公園施設>部門                                          |
| 第13回 | 上野恩賜動物園                                                  | 恩賜上野動物園不忍池                                                                            | 東京都台東区              | テック太洋工業 | 建設事務次官賞                      | 施工（公園施設）部門                                         |
| 第13回 | 鈴鹿青少年の森公園                                              | 鈴鹿青少年の森公園「屋外炊事棟」                                                                | 三重県鈴鹿市              | 設計：（財）三重県都市整備協会, 内田工業 | 建設事務次官賞                      | 施設部門：公園施設                                           |
| 第13回 | ふなばしアンデルセン公園                                        | 船橋市アンデルセン公園                                                                          | 千葉県船橋市              | 都市計画研究所 | 建設事務次官賞                      | 設計部門                                                     |
| 第13回 | 宇治市植物公園                                                  | 宇治市植物公園                                                                                  | 京都府宇治市              | 空間創研 / 都市再生機構 | 建設事務次官賞                      | 設計部門                                                     |
| 第12回 | 国営備北丘陵公園                                                | 国営備北丘陵公園（文化の里）設計                                                                | 広島県庄原市              | ヘッズ | 建設大臣賞                          | 設計部門                                                     |
| 第12回 | 尾張広域緑道                                                    | ジャンピング噴水                                                                                | 愛知県扶桑町              | | 建設次官賞                          |                                                              |
| 第12回 | 大子広域公園                                                    | 大子広域公園「斜面遊具」                                                                        | 茨城県久慈郡大子町        | 施主：茨城県 設計：東武計画, 内田工業 | 建設事務次官賞                      | 施設部門：公園施設                                           |
| 第12回 | 山梨県立自然公園                                                | 山梨県立自然公園 金川の森                                                                       | 山梨県笛吹市              | テック太洋工業 | 建設省都市局長賞                    | 施工（公園施設）部門                                         |
| 第12回 | 練馬区立立野公園                                                | 練馬区立立野公園                                                                                | 東京都練馬区              | 都市計画研究所 | 建設事務次官賞                      | 設計部門                                                     |
| 第12回 | 飯田公園                                                        | 飯田公園(都市緑化植物園)                                                                        | 浜松市                    | 浜松市 | 建設事務次官賞                      | 管理運営部門                                                 |
| 第11回 | 京都市梅小路公園                                                | 京都市梅小路公園シンボル庭園「朱雀の庭」の庭園工事                                              | 京都市                    | 株式会社植芳造園 | 建設大臣賞                          | 施工(造園修景）部門                                          |
| 第11回 | 花博記念公園鶴見緑地                                            | 緑のせせらぎ                                                                                    | 大阪市鶴見区              | ランテック計画事務所 | 建設事務次官賞                      | 設計部門                                                     |
| 第11回 | 東京都立井の頭自然文化園                                        | 東京都立井の頭自然文化園(むさしのハビタット)                                                    | 東京都武蔵野市            | 都市計画研究所 | 建設省都市局長賞                    | 設計部門                                                     |
| 第11回 | 若園公園                                                        | 若園公園 バラ園の設計                                                                           | 大阪府茨木市              | 環境設計 | 建設省都市局長賞                    | 設計部門                                                     |
| 第11回 | 市民四季の森公園                                                | 市民四季の森公園「ドワーフの村」                                                                | 愛知県小牧市              | 設計：玉野総合コンサルタント, 内田工業 | 日本公園緑地協会会長賞              | 施設部門：公園施設                                           |
| 第11回 | 鹿児島中央公園                                                  | 鹿児島中央公園                                                                                  | 鹿児島県鹿児島市          | 鹿児島市 |                                     | 管理運営部門                                                 |
| 第10回 | 鹿児島中央公園                                                  | 鹿児島中央公園                                                                                  | 鹿児島県鹿児島市          | シビックデザイン研究所 |                                     | 設計部門                                                     |
| 第10回 | 鹿児島中央公園                                                  | 鹿児島中央公園                                                                                  | 鹿児島県鹿児島市          | 南生建設 前追石材 |                                     | 施工部門                                                     |
| 第10回 | 日光川公園                                                      | 日光川公園「帆船遊具」                                                                          | 名古屋市                  | 設計：伊藤造園設計事務所, 内田工業 | 建設大臣賞                          | 施設部門：公園施設                                           |
| 第10回 | 熱海梅園                                                        | 熱海市梅園「梅見の滝」                                                                          | 静岡県熱海市              | | 建設事務次官賞                      |                                                              |
| 第10回 |                                                                 | チューブ遊具                                                                                    |                           | 日都産業 | 日本公園緑地協会長賞                |                                                              |
| 第9回  | 新宿区北柏木公園                                                | 新宿区北柏木公園                                                                                | 新宿区                    | テック太洋工業 | 施工（公園施設）部門                | 建設大臣賞受賞                                               |
| 第9回  | 厚木市荻野運動公園                                              | 中荻野総合運動公園                                                                              | 神奈川県厚木市            | 東京ランドスケープ研究所 | 建設省都市局長賞                    | 設計部門                                                     |
| 第9回  | 市沢公園                                                        | 大井町市沢公園                                                                                  | 埼玉県ふじみ野市          | 株式会社景観設計・東京 | 日本公園協会長賞                    | 設計部門                                                     |
| 第8回  | 宮部記念緑地                                                    | 宮部記念緑地                                                                                    | 札幌市                    | 四宮造園 | 建設省都市局長賞                    | 施工部門：造園修景                                           |
| 第8回  | 百目木公園                                                      | 百目木公園プール広場                                                                            | 千葉県袖ケ浦市            | 東京ランドスケープ研究所 | 日本公園緑地協会会長賞              | 設計部門                                                     |
| 第8回  | 花博記念公園                                                    | 花博記念公園「ゲート遊具」                                                                      | 大阪市鶴見区              | 設計：（株）ランテック計画事務所, 内田工業 | 建設事務次官賞                      | 施設部門：公園施設）                                         |
| 第8回  | 兵庫県立播磨中央公園                                            | 播磨中央公園                                                                                    | 兵庫県加東市              | 兵庫県園芸・公園協会 |                                     | 管理運営部門                                                 |
| 第8回  | 野市総合公園                                                    | 野市総合公園動物園（高知県立のいち動物公園）                                                    | 高知県香南市              | 都市計画研究所 | 日本公園緑地協会長賞                | 設計部門                                                     |
| 第7回  | 幕張海浜公園・美浜園                                            | 幕張海浜公園・美浜園（日本庭園）設計                                                            | 千葉市美浜区              | ライフ計画事務所 | 建設大臣賞                          | 設計部門                                                     |
| 第7回  | 県北大規模公園（現=須野が原公園）                               | 県北大規模公園                                                                                  | 栃木県那須塩原市          | 都市計画研究所 | 建設省都市局長賞                    | 設計部門                                                     |
| 第7回  | 山崎公園                                                        | 港北第一地区 山崎公園（地区公園）設計                                                           | 横浜市                    | ヘッズ | 建設省都市局長賞                    | 設計部門                                                     |
| 第6回  | 藤沢市長久保公園                                                | 藤沢市長久保公園都市緑化植物園                                                                  | 神奈川県藤沢市            | 都市計画研究所 | 建設事務次官賞                      | 設計部門                                                     |
| 第6回  | あらかわ遊園                                                    | 荒川遊園                                                                                        | 東京都荒川区              | テック太洋工業 | 建設事務次官賞受賞                  | 施工（公園施設）部門                                         |
| 第6回  | 小矢部市城山公園                                                | 城山公園開発事業                                                                                | 富山県小矢部市            | 水機工業 | 建設大臣賞                          |                                                              |
| 第6回  | 勾当台公園                                                      | 勾当台公園                                                                                      | 宮城県                    | 東京ランドスケープ研究所 | 建設大臣賞                          | 設計部門                                                     |
| 第6回  | グランモール公園                                                | グランモール公園                                                                                | 横浜市                    | 東京ランドスケープ研究所 | 日本公園緑地協会会長賞              | 設計部門                                                     |
| 第6回  | 板橋区立水車公園                                                | 板橋区立水車公園                                                                                | 東京都板橋区              | 東京ランドスケープ研究所 | 建設省都市局長賞                    | 設計部門                                                     |
| 第6回  | 徳島県文化の森総合公園                                          | 徳島県文化の森総合公園「天空のとりで」                                                          | 徳島県徳島市              | 設計：（株）環境事業計画研究所, 内田工業 | 建設省都市局長賞                    | 施設部門：公園施設）                                         |
| 第5回  | 北海道立野幌総合運動公園                                        | 道立野幌総合運動公園                                                                            | 北海道江別市              | | 建設事務次官賞                      |                                                              |
| 第5回  | 太閤山ランド                                                    | 県民公園太閤山ランド                                                                            | 富山県射水市              | | 建設事務次官賞                      |                                                              |
| 第5回  | 白水大池公園                                                    | 白水大池公園                                                                                    | 福岡県春日市              | | 建設省都市局長賞                    |                                                              |
| 第5回  | 加世田運動公園                                                  | 加世田運動公園                                                                                  | 鹿児島県南さつま市        | | 建設省都市局長賞                    |                                                              |
| 第5回  | 絹の台桜公園                                                    | 絹の台桜公園                                                                                    | 茨城県つくばみらい市      | | 日本公園緑地協会長賞                |                                                              |
| 第5回  | 大仙公園                                                        | 大仙公園日本庭園                                                                                | 堺市堺区                  | 中根金作 / 都市再生機構 | 建設大臣賞                          |                                                              |
| 第5回  | 東大阪中部緩衝緑地                                              | 東大阪中部緩衝緑地の設計                                                                        | 東大阪市                  | 公害防止事業団 | 建設省都市局長賞                    | 設計部門                                                     |
| 第5回  | 東京都立武蔵野中央公園                                          | 東京都立武蔵中央公園                                                                            | 東京都武蔵野市            | 東京ランドスケープ研究所 | 建設事務次官賞                      | 設計部門                                                     |
| 第5回  | しあわせの村日本庭園                                            | しあわせの村 (1988)～日本文化を体験する庭園のユニバーサルデザイン～                             | 神戸市北区                | 神戸市、ランテック計画事務所 | 建設事務次官賞                      |                                                              |
| 第4回  | 清瀬金山緑地公園                                                | 清瀬金山緑地公園                                                                                | 東京都清瀬市              | 鈴木昌道研究所 | 建設事務次官賞                      | 設計部門                                                     |
| 第4回  | 厚木市荻野運動公園                                              | 中荻野総合運動公園野草園                                                                        | 神奈川県厚木市            | テック太洋工業 | 建設省都市局長賞受賞                | 施工（公園施設）部門                                         |
| 第3回  | 四季の香公園                                                    | 光が丘ニュータウン四季の香公園                                                                  | 東京都練馬区              | 東京ランドスケープ研究所 | 建設大臣賞                          | 設計部門                                                     |
| 第3回  | 大仙公園                                                        | 大仙公園                                                                                        | 大阪府堺市                | 都市再生機構 |                                     |                                                              |
| 第3回  | 芥川公園                                                        | 芥川公園の設計                                                                                  | 大阪府高槻市              | 環境設計 | 建設省都市局長賞                    | 設計部門                                                     |
| 第3回  | 葉山しおさい公園                                                | 葉山しおさい公園                                                                                | 神奈川県三浦郡葉山町      | 西武建設（横浜支店） | 建設事務次官賞                      | 施工・総合部門                                               |
| 第3回  | 国営昭和記念公園                                                | 国営昭和記念公園「水遊び広場」                                                                  | 東京都立川市              | 都市計画研究所 | 建設省都市局長賞                    | 設計部門                                                     |
| 第2回  | 京都市西京極総合運動公園                                        | 西京極総合運動公園整備工事                                                                      | 京都市                    | ちきりやガーデン | 建設大臣賞                          | 施工部門                                                     |
| 第2回  | 志免町ふれあい公園                                              | 志免町ふれあい公園                                                                              | 福岡県糟屋郡志免町        | 志免町、北川緑地建設 | 建設事務次官賞                      | 施行総合部門）                                               |
| 第2回  | 横浜市入船公園                                                  | 横浜市入船公園                                                                                  | 横浜市                    | 環境デザイン研究所 | 日本公園緑地協会会長賞              | 設計部門                                                     |
| 第2回  | 猪高緑地                                                        | 猪高緑地「ワンダーランド」                                                                      | 名古屋市                  | 設計：（株）飯沼コンサルタント, 内田工業 | 日本公園緑地協会会長賞              | 施設部門：公園施設）                                         |
| 第1回  | 横浜市東方公園                                                  | 横浜市東方公園                                                                                  | 横浜市                    | 総合設計研究所 | 日本公園緑地協会賞                  |                                                              |
| 第1回  | 南効公園                                                        | 南効公園「南効丸」                                                                              | 名古屋市                  | サンコーコンサルタント, 内田工業 | 建設省都市局長賞                    | 施設部門：公園施設）                                         |